# Críticas al Libro de Abraham

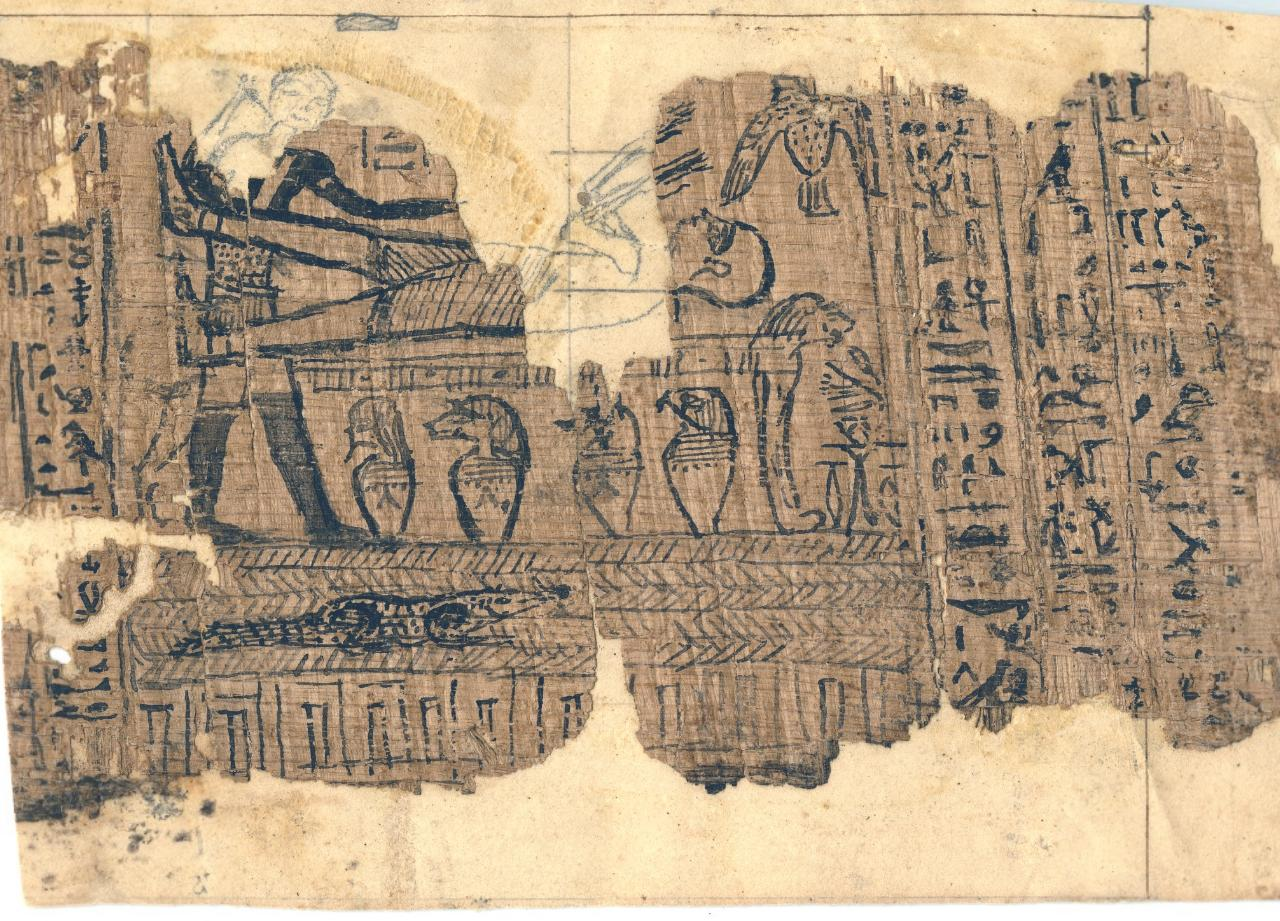
Una porción de los papiros utilizados por Joseph Smith como fuente del Libro de Abraham. La diferencia entre la traducción de los egiptólogos y las interpretaciones de Smith ha causado una controversia considerable.

El Libro de Abraham es una obra de 1835 producida por el fundador del Movimiento de los Santos de los Últimos Días, Joseph Smith, que según él se basó en papiros egipcios comprados en una exposición itinerante de momias. Según Smith, el libro era «una traducción de algunos registros antiguos... que pretendían ser los escritos de Abraham, mientras estaba en Egipto, llamado el Libro de Abraham, escrito por su propia mano, sobre papiro». El trabajo se publicó por primera vez en 1842 y hoy es una parte canónica de la Perla de gran precio. Desde su impresión, el Libro de Abraham ha sido una fuente de controversia. Egiptólogos no mormones, desde fines del siglo XIX, han criticado fuertemente las explicaciones de Joseph Smith sobre los facsímiles, y muchos afirman que sus interpretaciones son completamente inexactas. También han afirmado que las partes dañadas de los papiros se han reconstruido incorrectamente.
La controversia se intensificó a fines de la década de 1960 cuando se localizaron porciones de los papiros de Joseph Smith. Las traducciones de los papiros revelaron que las porciones redescubiertas no guardaban relación con el texto del Libro de Abraham. El apologista SUD Hugh Nibley y los egiptólogos de la Universidad Brigham Young John L. Gee y Michael D. Rhodes posteriormente ofrecieron refutaciones detalladas a algunas críticas. El egiptólogo de la Universidad de Chicago Robert K. Ritner concluyó en 2014 que la fuente del Libro de Abraham «es el Permiso de respiración de Horus, incomprendido y traducido erróneamente por Joseph Smith». Más tarde dijo que el Libro de Abraham está «confirmado ahora como una quizá bien intencionada, pero errónea invención de Joseph Smith», y «a pesar de su autenticidad como una narrativa histórica genuina, el Libro de Abraham sigue siendo un testigo valioso de la historia religiosa estadounidense temprana y al recurso a textos antiguos como fuentes de la fe religiosa moderna y la especulación».

## Trasfondo

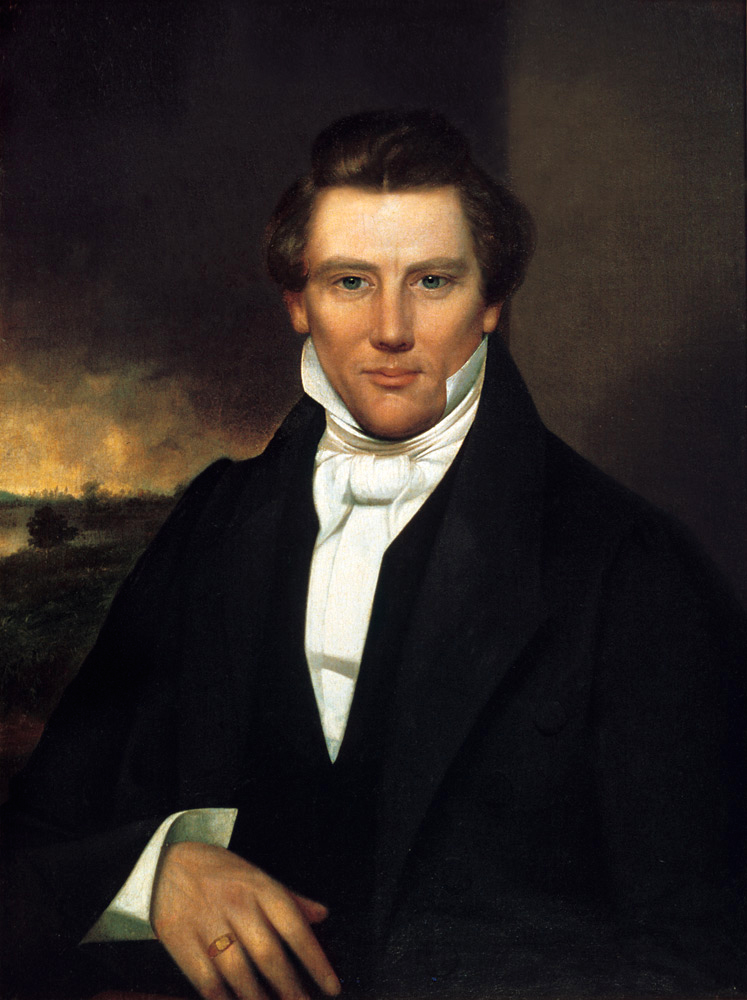
Joseph Smith produjo el Libro de Abraham, del que afirmó fue traducido de los papiros egipcios.

El Libro de Abraham es una obra de 1835 producida por el fundador del Movimiento de los Santos de los Últimos Días Joseph Smith que, según él, se elaboró a base de papiros egipcios comprados en una exposición itinerante de momias. Según Smith, el libro comprendía «registros antiguos... que pretendían ser los escritos de Abraham, mientras estaba en Egipto, llamado el Libro de Abraham, escrito por su propia mano, sobre papiro». El libro tiene cinco capítulos y a menudo se acompaña de tres «facsímiles» o reproducciones de viñetas que fueron copiados de los papiros originales. De acuerdo con las explicaciones de Smith, el Facsímil número 1 representa a Abraham atado a un altar de sacrificios, con el «sacerdote idólatra de Elkenah» cerniéndose sobre él con un cuchillo; El Facsímil número 2 es una representación circular de los cielos (con planetas, estrellas, el sol y la luna y otros objetos celestes) que también contiene las grandes palabras clave del santo sacerdocio; y el Facsímil número 3 retrata a Abraham en la corte del faraón «razonando sobre los principios de la astronomía».
Cabe destacar que el texto del Libro de Abraham es una fuente de varias doctrinas distintas de los Santos de los Últimos Días, que el autor mormón Randal S. Chase llama «verdades del evangelio de Jesucristo que antes desconocían los miembros de la Iglesia de los días de Joseph Smith». Los ejemplos incluyen la naturaleza del sacerdocio, una comprensión del cosmos, la exaltación de la humanidad, la existencia premortal y el primer y segundo estado, y la pluralidad de dioses.

### Descubrimiento de los papiros y su venta a Joseph Smith
En algún momento entre 1817 y 1822, el aventurero italiano Antonio Lebolo estaba excavando tumbas en la antigua ciudad egipcia de Tebas donde descubrió, entre otras cosas, varios fragmentos andrajosos de papiros y once momias. Después de la muerte de Lebolo en 1830, estos hallazgos fueron enviados a Nueva York con instrucciones de que deberían venderse para beneficiar a los herederos de Lebolo. Michael H. Chandler finalmente compró las momias y los papiros y comenzó a mostrarlos como curiosidades, comenzando en Filadelfia. Durante los siguientes dos años, Chandler recorrió el este de los Estados Unidos con sus novedades, vendiendo algunas de las momias mientras viajaba.
El 30 de junio de 1835, Chandler exhibió su colección en Kirtland, Ohio. En ese momento, Kirtland era el hogar de los Santos de los Últimos Días, dirigido por Joseph Smith, quien afirmó haber traducido un texto religioso llamado el Libro de Mormón; Smith afirmó que este trabajo había sido grabado en varias planchas de oro, proporcionadas por el ángel Moroni en un idioma misterioso nombrado como «egipcio reformado». Chandler anunció sus productos a aquellos en Kirtland creando un folleto que proclamaba sensacionalmente que las momias «pudieron haber vivido en los días de Jacob, Moisés o David». Esta afirmación llamó la atención de Smith y pronto examinó los pergaminos, alegando que contenían los escritos de Abraham y José (así como una historia sobre una «princesa egipcia» llamada «Katumin» o «Kah tou mun»). Escribió: «[Con] WW Phelps y Oliver Cowdery como escribas, comencé la traducción de algunos de los personajes o jeroglíficos, y para nuestra alegría descubrí que uno de los rollos contenía los escritos de Abraham, otro el escritos de José de Egipto, etc., un relato más completo del cual aparecerá en su lugar, a medida que proceda a examinarlos o desplegarlos».
Smith, Joseph Coe y Simeon Andrews pronto compraron las cuatro momias y documentos de papiro por dos mil cuatrocientos dólares (aproximadamente cincuenta y ocho mil dólares del año 2018). En octubre de 1835, Smith, junto con Cowdery y Phelps, comenzaron a «traducir un alfabeto al Libro de Abraham y a organizar una gramática del idioma egipcio tal como lo practicaban los antiguos». El intento de proceso de traducción se documentó en una colección de manuscritos conocidos ahora como los documentos egipcios de Kirtland. La primera parte de esta colección se centra casi por completo en el intento de Smith de descifrar los caracteres egipcios, y la segunda parte detalla una forma única de astronomía que, según Smith, era de origen egipcio antiguo. La mayoría de estos documentos fueron escritos en julio de 1835, no por Smith, sino por un escriba que transcribió lo que Smith dijo en voz alta. Uno de los manuscritos de esta colección era un libro encuadernado simplemente titulado Gramática y un alfabeto de la lengua egipcia, que contenía las interpretaciones de Smith de los jeroglíficos egipcios. Este manuscrito es importante porque ilustra cómo Smith intentó traducir los papiros: los escribas bosquejaron los caracteres jeroglíficos de los papiros en el lado izquierdo del manuscrito. Smith luego intentó dar una traducción al inglés del jeroglífico, junto con una explicación de cómo se pronunciaría el carácter.
Parece que Smith creyó y enseñó que los papiros habían sido escritos por los propios patriarcas bíblicos, y no por un escriba egipcio posterior o un redactor judío. En el artículo «La verdad prevalecerá» publicado en el periódico Times and Seasons del Movimiento SUD, Smith escribió: «El libro de Abraham [fue] escrito por su propia mano (es decir, la de Abraham), sobre papiro». Además, Josiah Quincy sostuvo que en una reunión con Smith, «nos ofrecieron algunos pergaminos inscritos con jeroglíficos. Fueron preservados bajo vidrio y manejados con gran respeto. "Esa es la letra de Abraham, el padre de los fieles", dijo el profeta».
En octubre de 1835, Smith creía que había descifrado con éxito el alfabeto egipcio, por lo que comenzó su intento de traducir los fragmentos de papiro; la mayor parte del Libro de Abraham se compiló posteriormente en noviembre de 1835, con revisiones menores realizadas en marzo de 1842. Al traducir el libro Smith dictó, y Warren Parrish, Phelps y Frederick G. Williams sirvieron como sus escribas. Smith tradujo los papiros usando cinco «grados» de interpretación, y cada «grado» representa un nivel de interpretación más profundo, expandido y más complejo. El trabajo completo se publicó por primera vez en serie en Times and Seasons en 1842, y luego fue canonizado en 1880 por la Iglesia de Jesucristo de los Santos de los Últimos Días como parte de su libro sagrado, la Perla de Gran Precio.

### El destino de los papiros después de la muerte de Smith

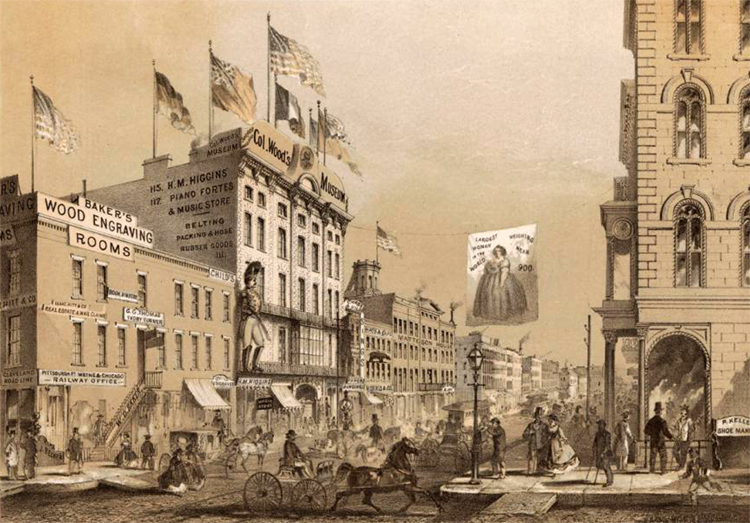
El coronel John H. Wood compró varias piezas de papiro y las trasladó a su museo en Chicago (en la foto), donde presumiblemente se perdieron durante el Gran Incendio de Chicago en 1871.

Después de la muerte de Joseph Smith, los objetos egipcios cayeron en manos de su madre, Lucy Mack Smith, y su hermano, William Smith, quien «periódicamente» exhibió las reliquias a los visitantes. En mayo de 1856, Lucy murió, y el 26 de ese mes, Emma Hale Smith Bidamon (viuda de Smith), Lewis C. Bidamon (segundo esposo de Emma), y Joseph Smith III, vendieron «cuatro egipcios momias con los registros con ellos» a Abel Combs. Peines mismo vendió más tarde «dos de [las] momias, y algunos de los papiros» al Museo de St. Louis en 1856. Tras el cierre del Museo de St. Louis en la década de 1860, estas antigüedades fueron adquiridas por el Coronel John H. Wood y encontraron su camino a su museo en Chicago, 1863. Wood estaba particularmente orgulloso de estos objetos y los tenía exhibidos prominentemente para que todos los vieran. Desafortunadamente, el museo y todo su contenido fueron destruidos en 1871 durante el Gran Incendio de Chicago, y hoy se presume que los papiros que formaron las bases de los facsímiles 2 y 3 se perdieron en este siniestro.
Después del incendio, sin embargo, se creía que todas las fuentes de papiros para el libro se habían perdido. Sin el conocimiento de la mayoría, Abel Combs todavía poseía varios fragmentos de papiros y dos momias (de estas últimas han desaparecido sin dejar rastro). Los papiros fueron entregados a la enfermera de Combs, Charlotte Benecke Weaver, después de su muerte, quien a su vez se los dio a su hija, Alice Heusser. En 1918, Heusser intentó vender los artefactos al Museo Metropolitano de Arte de Nueva York (MMA), pero rechazaron su oferta. Luego, en 1947, el museo decidió que estaban interesados en adquirir los hallazgos, y posteriormente compraron los papiros al esposo de Alice, Edward. En mayo de 1966, el erudito copto Aziz S. Atiya estaba examinando la colección del museo que se encontró con los fragmentos de Heusser; rápidamente reconoció uno como la viñeta conocida como facsímil 1 de  la Perla de Gran Precio. Informó a los líderes de la Iglesia SUD y varios meses después, el 27 de noviembre de 1967, un donante anónimo compró los fragmentos y los entregó a la Iglesia SUD. Al final, la iglesia adquirió once piezas de papiros, incluido el original del facsímil 1.
Tres de estos fragmentos fueron designados Joseph Smith Papyri (JSP) I, X y XI. Los críticos creen que otros fragmentos, designados JSP II, IV, V, VI, VII y VIII, son el Libro de José al que Smith se refirió cuando examinó el texto por primera vez. El egiptólogo John A. Wilson declaró que los fragmentos recuperados indican la existencia de al menos seis u ocho documentos separados. El duodécimo fragmento fue descubierto en la oficina del Historiador de la Iglesia de Jesucristo de los Santos de los Últimos Días (Iglesia SUD) y fue denominado el «Fragmento del Historiador de la Iglesia». Revelado por la iglesia en 1968, el fragmento fue designado JSP IX por los eruditos. Aunque existe cierto debate sobre la cantidad de la colección de papiros que falta, existe un amplio acuerdo de que los papiros recuperados son en realidad porciones de la compra original de Smith, en parte debido al hecho de que fueron pegados en papel que tenía «dibujos de un templo y mapas del área de Kirtland, Ohio» en la parte posterior, así como el hecho de que fueron acompañados por una declaración jurada de Emma Smith, que indica que habían estado en posesión de Joseph Smith.

## Análisis y traducción del papiro por egiptólogos

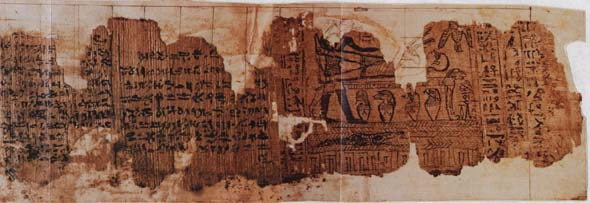
Papiros Joseph Smith XI y I unidos. El área «Pequeño Sensen» está en la centro-izquierda (es decir, la sección a la izquierda de la laguna en forma de V cerca del centro). Cuando es traducido por egiptólogos, la traducción difiere de la interpretación original de Joseph Smith.

En noviembre de 1967, la iglesia SUD le pidió a Hugh Nibley, profesor de escritura antigua en la Universidad Brigham Young (BYU) que estudiara los fragmentos. Aunque competente en numerosos idiomas, Nibley no tenía un conocimiento práctico de la escritura o el idioma egipcio antiguo, por lo que estudió con el profesor John A. Wilson de la Universidad de Chicago para poder traducir los papiros él mismo.
La iglesia SUD publicó fotografías en sepia de los papiros en su revista Improvement Era en febrero de 1968. Aunque la iglesia no proporcionó una traducción en este momento, poco después los editores de la revista trimestral independiente Dialogue: A Journal of Mormon Thought publicaron su propia traducción después de consultar con varios egiptólogos y académicos, entre ellos: Klaus Baer, investigador del Instituto Oriental de la Universidad de Chicago; Richard Anthony Parker, Director del Departamento de Egiptología de la Universidad Brown; Jerald Tanner, un erudito independiente; y John A. Wilson, el director del Instituto Oriental. Desde 1968, numerosas otras traducciones también han sido publicadas por académicos mormones y no mormones, incluyendo a Michael D. Rhodes (BYU), John Gee (BYU) y Robert K. Ritner (Universidad de Chicago).
La traducción por egiptólogos mormones y no mormones está completamente en desacuerdo con la supuesta traducción de Joseph Smith. El texto transliterado de los papiros y facsímiles recuperados publicados en el Libro de Abraham no contiene referencias directas, ya sean históricas o textuales, a Abraham, y el nombre del patriarca no aparece en ningún lugar de los papiros o los facsímiles. Edward Ashment señala: «El signo que Smith identificó con Abraham... no es más que la versión hierática de... una "w" en egipcio. No tiene una relación fonética o semántica con "Ah-broam" de Smith». El erudito de BYU Michael Rhodes resumió el contenido de los papiros de la siguiente manera:

El Libro de las respiraciones de Horus es parte de once fragmentos de papiros... de tres rollos de papiros separados. Los papiros de Joseph Smith I, X y XI son del Libro de respiraciones que pertenecen a Horus (Hr), el hijo de Usirwer. Los papiros Joseph Smith II, IV, V, VI, VII y IX provienen de un Libro de los Muertos que pertenece a Tshemmim (Ts-sri.t Min.), la hija de Eskhons (Ns-Hnsw). Finalmente, Joseph Smith Papyrus III es parte del Capítulo 125 del Libro de los Muertos que pertenece a Neferirtnub (Nfr-ir (.t) -nbw).

Examinando JSP I, el egiptólogo Klaus Baer tradujo la escritura a la derecha de la viñeta de la siguiente manera:

El profeta de Amonrasonter, profeta [?] De Min Toro de su Madre, profeta [?] De Khons el Gobernador... Horus, justificado, hijo del titular de los mismos títulos, maestro de secretos, y purificador de los dioses Osorwer, justificado [?]... Tikhebyt, justificado. Que tu hijo viva entre ellos y que te entierren en el oeste... que le des un entierro bueno y espléndido en el oeste de Tebas como...

El texto hierático encontrado a la izquierda de la viñeta (es decir, el texto «Pequeño Sensen») en JSP I fue traducido inicialmente por Parker. Su traducción es la siguiente:

[T] su gran grupo de Khonsu [Osiris Hor, justificado], nacido de Taykhebyt, un hombre igualmente. Después de que (sus) dos brazos se colocan [rápido] en su pecho, uno envuelve el Libro de las Respiraciones, que consiste en escribir tanto dentro como fuera de él, con lino real, colocándolo (en) su brazo izquierdo cerca de su corazón, esto se hizo en su envoltura y fuera de ella. Si este libro se recita para él, entonces respirará como el alma [s de los dioses] por los siglos de los siglos.

Los eruditos han fechado los papiros de Joseph Smith hasta el período ptolemaico tardío (aproximadamente 150 a. C.), 1500 años después de la supuesta vida de Abraham. Este hecho, combinado con la presencia de anacronismos aparentes dentro del libro, parece contradecir las declaraciones de Smith de que el papiro presenta la «escritura a mano de Abraham» que había sido «escrito por su propia mano».

## Crítica del libro

### Gramática y alfabeto egipcios
Se han presentado varias críticas al Libro de Abraham que dependen de la evidencia encontrada en el Gramática y alfabeto egipcios. Uno de estos argumentos se centra en el documento mencionado y su conexión con el papiro Joseph Smith XI, también conocido como el papiro «Small Sensen» (es decir, el pequeño trozo de papiro unido al lado izquierdo de JSP I). Varias páginas del Gramática y alfabeto egipcios contienen una disposición de caracteres correlacionados del papiro «Pequeño Sensen». Estas páginas se dividen en dos mitades: en el lado izquierdo de una página determinada, se enumeran los caracteres egipcios, y en el lado derecho, se da una traducción aparente de estos caracteres. Esto sugiere que quien creó la correlación estaba intentando realizar una traducción directa, literal y completa (en oposición a una traducción meramente espiritual o adivinada, como sostienen algunos apologistas) de las figuras de los restos de papiros.
Mientras que el Gramática y alfabeto egipcios solo contiene una correlación explícita entre los caracteres egipcios y su supuesta traducción al inglés de Abraham 1:11 - 2:9, el documento en sí sugiere que los jeroglíficos del papiro «Pequeño Sensen» se utilizaron para traducir gran parte del libro de Abraham. Esto está respaldado por una cita de James Ratcliffe Clark, el autor del libro de 1955 La historia de la perla de Gran Precio, quien escribió: «Tengo en mi poder una copia fotostática del manuscrito de la traducción del profeta Joseph Smith de Abraham 1:1 a 2:18.(...) Los caracteres de los que se tradujo nuestro actual Libro de Abraham se encuentran en la columna de la izquierda y la traducción de Joseph Smith en el lado opuesto, por lo que sabemos aproximadamente cuánto material se tradujo de cada carácter».
Esta correlación encontrada en el Gramática y alfabeto egipcios entre Abraham 1:11 – 2:9 y el papiro «Pequeño Sensen» ha llevado a muchos críticos a afirmar que todo el texto del Libro de Abraham probablemente provenía completamente de la interpretación de Smith del papiro «Pequeño Sensen» en lugar de una hipotética sección perdida (como a menudo afirman los apologistas). Esto significa, sin embargo, que Smith probablemente usó un solo carácter egipcio para derivar docenas de palabras. Jerald Tanner, por ejemplo, escribió: «Joseph Smith aparentemente tradujo muchas palabras en inglés de cada carácter egipcio. Los caracteres de menos de cuatro líneas del papiro forman cuarenta y nueve versos del Libro de Abraham, que contienen más de dos mil palabras. Si Joseph Smith continuó traduciendo la misma cantidad de palabras en inglés de cada carácter egipcio, este pequeño fragmento completaría todo el texto del Libro de Abraham. En otras palabras, aparece el pequeño trozo de papiro [es decir, el fragmento conocido como Fragmento XI] para ser todo el libro de Abraham!»

### Los facsímiles

#### Las primeras críticas a los facsímiles

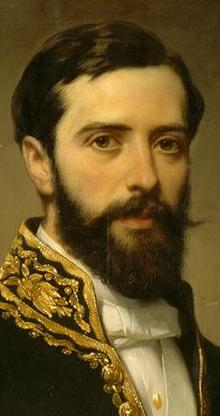
A finales del, el egiptólogo francés Theodule Deveria fue uno de los primeros en ofrecer una crítica académica de la traducción de Joseph Smith.

En 1856, Gustav Seyffarth vio los papiros de Joseph Smith en el Museo de St. Louis, haciendo la siguiente declaración con respecto a ellos: «El rollo de papiro no es un registro sino una invocación a la Deidad Osirus [sic], en el que aparece el nombre del persona, y una foto de los espíritus asistentes, presentando a los muertos al juez, Osiris». Más tarde en ese mismo año, se envió al Louvre un folleto que contenía los facsímiles del Libro de Abraham. Theodule Deveria, un egiptólogo del museo, tuvo la oportunidad de examinar los facsímiles, los que reconoció como «documentos funerarios egipcios comunes, de los cuales había examinado cientos». Argumentó que muchos de los caracteres jeroglíficos habían sido mal transcritos y que varias áreas en los facsímiles parecían haber sido reconstruidas en base a conjeturas. En consecuencia, Deveria concluyó que la explicación de Joseph Smith era «tonterías». A pesar de esta condena, la iglesia SUD no respondió a las críticas de Deveria en ese momento. Luego, en 1873, la interpretación de Deveria, yuxtapuesta con la interpretación de Smith, se publicó en el libro de TBH Stenhouse The Rocky Mountain Saints: A Full and Complete History of the Mormons, una obra crítica de la iglesia SUD. Esta vez la iglesia respondió reiterando que el Libro de Mormón estaba divinamente inspirado, y que los papiros de origen del Libro de Abraham probablemente tenían «dos significados» (uno que era obvio y fácil de entender para una audiencia laica, y otro que era más esotérico y solo accesible al sacerdocio). En 1880, el Libro de Abraham fue oficialmente canonizado por la Iglesia.
Varias décadas después, en 1912, el obispo episcopal Franklin S. Spalding envió copias de los tres facsímiles a ocho egiptólogos y semitistas, solicitando su interpretación de los facsímiles; los resultados se publicaron en un folleto titulado Joseph Smith, Jr. as a Translator: An Inquiry («Joseph Smith, Jr. como traductor: una consulta»). Los ocho eruditos escribieron que las imágenes fueron tomadas de documentos funerarios estándar, y algunos de los eruditos incluso criticaron duramente la interpretación de Smith. El egiptólogo James H. Breasted de la Universidad de Chicago, por ejemplo, señaló: «[Estos] tres facsímiles de documentos egipcios en la "Perla de Gran Precio" representan los objetos más comunes en la religión mortuoria de Egipto. Las interpretaciones de Joseph Smith como parte de un una revelación única a través de Abraham, por lo tanto, demuestra muy claramente que no estaba totalmente familiarizado con el significado de estos documentos y absolutamente ignorante de los hechos más simples de la escritura y la civilización egipcias». Flinders Petrie de la Universidad de Londres escribió: «Puede decirse con seguridad que no hay una sola palabra que sea cierta en estas explicaciones». Finalmente, Archibald Sayce, Profesor de Egiptología de Oxford, declaró: «Es difícil lidiar seriamente con el fraude descarado de Joseph Smith ... Smith ha convertido a la diosa [Isis en el facsímil número 3] en un rey y a Osiris en Abraham».
Una vez más, la iglesia SUD defendió la legitimidad del libro, esta vez argumentando que estos eruditos estaban empleando métodos inadecuados y razonamientos defectuosos. Los apologistas SUD argumentaron que, debido a que muchos de los expertos egipcios habían señalado que los facsímiles eran una reminiscencia de documentos similares, o que ciertas áreas en los facsímiles parecían diferentes de los textos funerarios conocidos, estos eruditos simplemente ignoraban las diferencias potencialmente clave en los facsímiles para que sus argumentos pueden parecer efectivos. Tal línea de razonamiento se ejemplifica en una nota escrita por el historiador de la Iglesia B. H. Roberts: «Sí, o se podría sugerir algún otro cambio, y mediante dicho proceso se puede leer algún otro significado en el lugar y hacerlo diferente de la traducción de Joseph Smith». La Iglesia finalmente contrató a un individuo llamado Robert C. Webb (el seudónimo de J. E. Homans), para defender la veracidad del Libro de Abraham. En su obra de 1915 The Case Against Mormonism («El caso contra el mormonismo», en el que afirmó tener un doctorado a pesar de ser una mentira), recopiló varias interpretaciones del Facsímil número 1 de egiptólogos que no parecían relacionadas con el laico (es decir, que el facsímil representaba: «un embalsamamiento», «la resurrección de Osiris» o «Anubis protegiendo a la momia embalsamada») y afirmó: «Si alguno de estos egiptólogos tiene razón, por lo tanto, este dibujo debe haber sido radicalmente alterado en varios detalles esenciales. En vista de sus desacuerdos, será necesario demostrar alguna conclusión extraída. ¿Alguna persona sabia se complacerá en decirnos qué representa esta escena? De lo contrario, ¿cómo podemos condenar a Joseph Smith por "fraude" ...?»

#### Facsímil número 1
Joseph Smith afirmó que el Facsímil número 1 retrata a Abraham en un altar, a punto de ser sacrificado por un «sacerdote idólatra de Elkenah». El Libro de Abraham hace referencia explícita a este facsímil, y señala: «Para que pueda conocer este altar, lo remitiré a la representación al comienzo de este registro».  Los egiptólogos, sin embargo, señalan que es una viñeta tomada de una versión del Libro de las respiraciones, también conocida como el «Permiso de respiración», copiado para un sacerdote tebano llamado Horus. Una comparación de la interpretación de Smith del facsímil y la de los egiptólogos es la siguiente:
| Figura | Explicación de Joseph Smith | Explicación de los egiptólogos |
| ------ | --- | --- |
| 1      | El Ángel del Señor. | «El ba -espíritu Osiris-, copió mal con la cabeza de un ave en lugar de la de un humano». |
| 2      | Abraham se aferró a un altar. | «La figura propensa de Osiris». |
| 3      | El idólatra sacerdote de Elkenah que intenta ofrecer a Abraham como sacrificio. | «El Anubis con cabeza de chacal, dios de la momificación, extiende su mano para asegurar la resurrección de la momia del difunto Osiris... Aunque la mayor parte de la cabeza de Anubis ahora está desaparecida, la parte posterior de su peluca todavía aparece sobre su hombro y su piel oscura es evidente». |
| 4      | El altar para el sacrificio de los sacerdotes idólatras, de pie ante los dioses de Elkenah [sic], Libnah, Mahmackrah, Korash y Faraón.                                                                                               | «El custodio funerario habitual con cabeza de león». |
| 5      | El dios idolatra de Elkenah. | «Uno de los cuatro "tarros canopos" [que representan] Qebehsenuf con cabeza de halcón, protector de los intestinos». |
| 6      | El dios idolatra de Libnah. | «Uno de los cuatro "tarros canopos" [que representan] Duamutef con cabeza de chacal, protector del estómago». |
| 7      | El dios idolatra de Mahmackrah. | «Uno de los cuatro "tarros canopos" [representando] a Hapi con cabeza de babuino, protector de los pulmones». |
| 8      | El dios idolatra de Korash. | «Uno de los cuatro "frascos de dosel" [que representan] Imseti con cabeza humana, protector del hígado». |
| 9      | El dios idolatra de Faraón. | «El cocodrilo que ayudó en la recolección de los miembros desmembrados de Osiris». |
| 10     | Abraham en Egipto. | «Un puesto de ofrendas típico con un vaso con boquilla y flores de nenúfar en el Nilo». |
| 11     | Diseñado para representar los pilares del cielo, tal como lo entienden los egipcios. | «Una fachada "nichos de ladrillo", originalmente una característica arquitectónica... que se convirtió en una convención artística para la decoración del zócalo de escenas de pared sagrados». |
| 12     | Raukeeyang, que significa extensión, o el firmamento sobre nuestras cabezas; pero en este caso, en relación con este tema, los egipcios querían decir Shaumau, ser alto, o los cielos, respondiendo a la palabra hebrea Shaumahyeem. | «Una corriente de agua del Nilo (se muestra por líneas sombreadas)»; «La palabra Shauman no es egipcia, y la palabra hebrea שָׁמַ֫יִם [es decir, shamayim] está mal copiada». |

#### Facsímil número 2
Joseph Smith afirmó que el Facsímil número 2 era una representación de los objetos celestes. Los egiptólogos, sin embargo, argumentan que la figura representada por el Facsímil número 2 es un artefacto egipcio común llamado hipocefalia. Se colocaron hipocéfalos debajo de la cabeza o los pies de la persona momificada para proteger mágicamente al difunto, haciendo que la cabeza y el cuerpo se envolvieran en luz y calor. La hipocefalia en cuestión fue preparada para un individuo llamado Sheshonq. Una comparación de la interpretación de Smith del facsímil y la de los egiptólogos es la siguiente:
| Figura         | Explicación de Joseph Smith | Explicación de los egiptólogos |
| -------------- | --- | --- |
| 1              | Kolob, que significa la primera creación, más cercana a la celestial, o la residencia de Dios. Primero en el gobierno, el último en relación con la medición del tiempo. La medición de acuerdo con el tiempo celestial, que significa un día para un codo. Un día en Kolob equivale a mil años según la medición de esta tierra, que los egipcios llaman Jah-oh-eh. | «En el campo central, una figura sentada de Re-Atum (originalmente con cuatro cabezas de carnero y corona y cetros complejos) es adorada por dos simios coronados con discos lunares ... Smith simplemente copió las cabezas y los hombros (con extensiones de chacal) del dios de dos cabezas en el registro superior ... La ecuación de un día a un codo es engañosa, y los términos egipcios para la tierra no incluyen... Jah-oh-eh: La palabra Jah-oh-eh no tiene nada de egipcio; se parece a la palabra hebrea יהוה [es decir, el Tetragrammaton mal transcrito». |
| 2              | Se encuentra junto a Kolob, llamado por los egipcios Oliblish, que es la próxima gran creación gobernante cerca de lo celestial o el lugar donde reside Dios, sosteniendo la llave del poder también, perteneciente a otros planetas; según lo revelado por Dios a Abraham, cuando ofreció sacrificio sobre un altar que había construido para el Señor. | «Una deidad de dos cabezas avanza con el estándar del dios Wepwawet... El dios lleva una corona de plumas dobles y un disco solar sobre los cuernos horizontales, y las cabezas de chacal sobresalen de sus dos hombros. [Las imágenes] a la derecha de esta figura [y] el altar del Facsímil 2 [es] una invención de Smith... La interpretación de Smith de la deidad como "llamada por los egipcios oliblish" no tiene sentido». |
| 3              | Está hecho para representar a Dios, sentado en su trono, vestido de poder y autoridad; con una corona de luz eterna sobre su cabeza; representando también las grandes palabras clave del Sacerdocio Sagrado, tal como se revela a Adán en el Jardín del Edén, como también a Set, Noé, Melquisedec, Abraham y a todos aquellos a quienes se les reveló el Sacerdocio. | «El dios del sol Ra, con cabeza de halcón, se sentó en su bote. En el campo, las dos figuras simbólicas, según M. de Rougé, son los puntos fijos de un período astronómico». |
| 4              | Respuestas a la palabra hebrea Raukeeyang, que significa extensión, o el firmamento de los cielos; también una cifra numérica, en egipcio significa mil; respondiendo a la medición del tiempo de Oliblish, que es igual a Kolob en su revolución y en su medición del tiempo. | «Una imagen estándar del dios momificado Sokar en su barca»; «La palabra hebrea רָקִיעַ, [es decir, raqiya, "el firmamento"], además de estar mal descrita, no tiene relación alguna con esta figura». |
| 5              | Se llama en egipcio Enish-go-on-dosh; éste es uno de los planetas gobernantes también, y los egipcios dicen que es el Sol y que toma prestada su luz de Kolob a través de Kae-e-vanrash, que es la Gran Clave, o, en otras palabras, el poder de gobierno, que gobierna otros quince planetas fijos o estrellas, como también Floeese o la Luna, la Tierra y el Sol en sus revoluciones anuales. Este planeta recibe su poder por medio de Kli-flos-is-es, o Hah-ko-kau-beam. | «Hathor [la] vaca celestial camina en el centro, seguida de una diosa cuya cabeza es un disco con el ojo de Wedjat y que extiende un lirio de agua». |
| 6              | Representa esta tierra en sus cuatro cuartos. | «Ante la vaca Hathor están los hijos momiformes de Horus [es decir, Amset, Hapy, Tioumautew y Kebhsoniw] y un trigrama para el dios del sol en sus tres manifestaciones». |
| 7              | Representa a Dios sentado en su trono, revelando a través de los cielos las grandes palabras clave del sacerdocio; como, también, la señal del Espíritu Santo a Abraham, en forma de paloma. | «Detrás (y de espaldas a) Hathor y la diosa aparece el entronizado e ithyphallic Min-Amon, en forma mitad humano y mitad pájaro, levantando su brazo con un flabellum. La deidad de serpiente ithyphallic Nehebkau se para frente a Min-Amon, ofreciendo el Wedjat -Ojo». |
| 8              | Contiene escritos que no pueden ser revelados al mundo; pero se debe tener en el Templo Sagrado de Dios. | «La lectura del texto: "Oh dios noble del principio de los tiempos, gran dios, señor del cielo, tierra, mundo subterráneo, aguas y montañas [], hacen que el ba -espíritu del Osiris Sesonquis para vivir." |
| 9              | No se debe revelar en la actualidad. | «La lectura del texto: "Oh dios noble del principio de los tiempos, gran dios, señor del cielo, tierra, mundo subterráneo, aguas y montañas [], hacen que el ba -espíritu del Osiris Sesonquis para vivir." |
| 10             | También. | «La lectura del texto: "Oh dios noble del principio de los tiempos, gran dios, señor del cielo, tierra, mundo subterráneo, aguas y montañas [], hacen que el ba -espíritu del Osiris Sesonquis para vivir." |
| 11             | También. Si el mundo puede encontrar estos números, que así sea. Amén. | «La lectura del texto: "Oh dios noble del principio de los tiempos, gran dios, señor del cielo, tierra, mundo subterráneo, aguas y montañas [], hacen que el ba -espíritu del Osiris Sesonquis para vivir." |
| 12             | Lectura de texto hierático al revés: «cerca» y «ajuste» | |
| 13             | Lectura de texto hierático al revés: «cerca» y «ajuste» | Lectura de texto hierático al revés: «que hizo por» |
| 14             | Lectura de texto hierático al revés: «cerca» y «ajuste» | Lectura de texto hierático al revés: «respiraciones» |
| 15             | Lectura de texto hierático al revés: «cerca» y «ajuste» | Lectura de texto hierático al revés: «este libro»; lectura de texto jeroglífico, «sus palabras» |
| 16, 17         | Lectura de texto hierático al revés: «cerca» y «ajuste» | Lectura de texto: «Que esta tumba nunca sea profanada, y que esta alma y su señor nunca sean profanadas en el más allá». |
| 18             | Lectura de texto hierático al revés: «cerca» y «ajuste» | Lectura de texto: «Soy el castigador en la Mansión del Benben en Heliópolis, muy exaltado, muy [efectivo], el toro copulante que no tiene igual, este gran dios en la Mansión del Benben en Heliópolis, ... Ven a el Osiris Shesonq, el hijo justificado de ... Él es ese gran dios en la Casa del Noble». |
| 19, 20, and 21 | Lectura de texto hierático al revés: «cerca» y «ajuste» | «Lectura de texto: "Serás como ese dios, el Busiriano"». |
| 22, 23         | «Kli-flos-is-es [y] Hah-ko-kau-beam [que son] estrellas [que reciben] luz de las revoluciones de Kolob». | «Dos simios ... con discos de luna con cuernos en la cabeza, en una actitud de adoración». |
| Conclusión     | La traducción anterior se da en la medida en que tenemos derecho a dar en este momento. | «Es evidente para mí que varias de las figuras que se encuentran en estos diversos manuscritos han sido alteradas intencionalmente». |

#### Facsímil número 3
Joseph Smith afirmó que el Facsímil número 3 representaba a Abraham sentado en el trono del Faraón enseñando los principios de astronomía a la corte egipcia. Los egiptólogos, sin embargo, interpretan esto como una escena del capítulo 125 del Libro de los Muertos, en el que la persona fallecida para quien se hizo el pergamino se presenta ante el dios egipcio Osiris. Alrededor de Hôr y Osiris están la diosa Maat, el dios Anubis y la diosa Isis. Los jeroglíficos en la parte inferior del pergamino identifican a Hôr, el difunto. Es probable que esta viñeta apareciera al final del mismo rollo de papiro que presentaba la viñeta que sirvió de base para el Facsímil número 1. Una comparación de la interpretación de Smith del facsímil y la de los egiptólogos es la siguiente:
| Figura             | Explicación de Joseph Smith | Explicación de los egiptólogos |
| ------------------ | --- | --- |
| Comentario general | Abraham está razonando sobre los principios de la astronomía, en la corte del rey. | «Invocación (texto en la línea inferior debajo de la ilustración): Oh dioses de la necrópolis, dioses de las cavernas, dioses del sur, norte, oeste y este, concedan la salvación a los Osiris Hor, los justificados, nacidos por Taikhibit». |
| 1                  | Abraham sentado en el trono de Faraón, por la cortesía del rey, con una corona sobre su cabeza, representando al Sacerdocio, como emblema de la gran Presidencia en el Cielo; con el cetro de la justicia y el juicio en su mano. | «Etiqueta para Osiris (texto a la derecha de la figura 1 del Facsímil número 3): Recitación de Osiris, el principal de los occidentales, Señor de Abydos(?), El gran dios por los siglos de los siglos(?)».                                   |
| 2                  | Rey Faraón, cuyo nombre se da en los caracteres sobre su cabeza. | «Etiqueta para Isis (texto a la derecha de la figura 2 del Facsímil número 3): Isis la grande, la madre del dios». |
| 3                  | Significa Abraham en Egipto como se da también en la figura 10 del Facsímil número 1. | «Altar, con la ofrenda del difunto, rodeado de flores de loto, lo que significa la ofrenda del difunto». |
| 4                  | Príncipe de Faraón, Rey de Egipto, como está escrito encima de la mano. | «Etiqueta para Maat» (texto a la izquierda de la figura 4 del Facsímil número 3); «Maat, amante de los dioses». |
| 5                  | Shulem, uno de los principales camareros del rey, representado por los personajes sobre su mano. | «Etiqueta para Hor el difunto (texto delante de la figura 5 del Facsímil número 3): El Osiris Hor, justificado para siempre». |
| 6                  | Olimlah, un esclavo que pertenece al príncipe. | «Etiqueta para Anubis (texto en frente de la figura 6 del Facsímil número 3): Recitación de Anubis, que hace la protección(?), principalmente de la cabina de embalsamamiento...».                                                            |

#### Reconstrucción cuestionable de lagunas

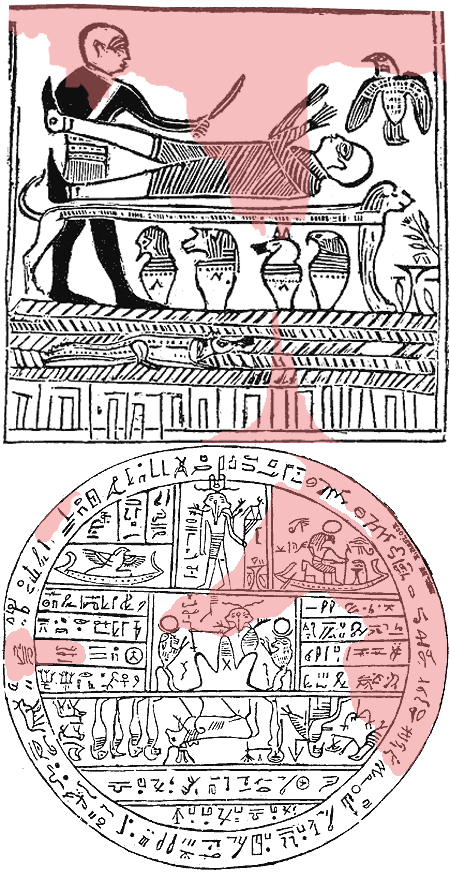
Las áreas en Facsímiles 1 y 2 que los egiptólogos afirman que se ven modificadas corresponden con las lagunas (rojas, sombreadas) encontradas en los documentos originales de papiros y egipcios de Kirtland, respectivamente; esto sugiere que Joseph Smith o sus escribas completaron estas áreas.

Varios egiptólogos, incluidos Deveria, Klaus Baer, Richard Anthony Parker y Albert Lythgoe, notaron que partes del Facsímil número 1 parecían estar incorrectamente representadas, en comparación con otras viñetas egipcias similares, y sospecharon que habían sido reconstruidas a partir de lagunas (es decir, huecos) en los papiros originales; Larson señala que «algunos elementos en varios de los dibujos le parecieron a Deveria suposiciones, probablemente restauraciones incorrectas de secciones faltantes de los papiros originales». De hecho, cuando se descubrieron más tarde los papiros originales, una comparación de los facsímiles con los papiros y los documentos egipcios de Kirtland reveló que las áreas en el Facsímil número 1 que los egiptólogos afirman parecen modificadas (por ejemplo, las cabezas del «sacerdote idólatra» y el «ángel del Señor», el cuchillo del sacerdote) son las mismas secciones que faltan en el fragmento existente (es decir, Fragmento I). Esto dio crédito a las conclusiones de los egiptólogos que Smith completó estas áreas él mismo.
Los egiptólogos también han criticado el Facsímil número 2 por contener falsas reconstrucciones de lagunas, sugiriendo que Smith reconstruyó partes de la viñeta con personajes de otro papiro. Los críticos señalan que una versión incompleta del Facsímil número 2 se encuentra entre los documentos egipcios de Kirtland, parte de los cuales están con la letra de Smith. La comparación de la versión publicada del Facsímil número 2 con la versión de los documentos egipcios de Kirtland y los papiros recientemente redescubiertos revela que se usaron caracteres de un fragmento de papiro diferente para completar las partes faltantes del Facsímil número 2. Michael Rhodes señala:

Un examen cuidadoso del Facsímil número 2 muestra que hay una diferencia entre la mayoría de los signos jeroglíficos y los signos en el tercio derecho de la figura en el borde exterior, así como las porciones externas de las secciones numeradas 12-15. Estos signos son hieráticos, no jeroglíficos, y están invertidos, o al revés, al resto del texto. De hecho, son una copia bastante precisa de las líneas 2, 3 y 4 del Papiro XI de Joseph Smith, que contiene una parte del Libro de las Respiraciones. Especialmente clara es la palabra «snsn», en la sección 14, y parte del nombre de la madre del dueño del papiro, «(tay-) uby.t», repetido dos veces en el borde exterior. Un dibujo a tinta de la hipocefalia en la oficina del Historiador de la Iglesia muestra estas mismas áreas como en blanco. Es probable que estas porciones fueron destruidas en la hipocefalia original y alguien (el grabador, uno de los asociados de Joseph Smith o el propio Joseph) copió las líneas del papiro del Libro de las Respiraciones con fines estéticos.

#### Respuestas de los apologistas a las críticas de los facsímiles
El egiptólogo SUD John Gee contrarresta la idea de que Smith reconstruyó las lagunas alegando que los testigos oculares de los papiros durante la vida de Smith describieron un documento completo, libre de lagunas. Por lo tanto, Gee argumenta que el facsímil es una reproducción precisa de un documento original que desde entonces ha sufrido un daño significativo. Gee da como ejemplo «el hombre con un cuchillo desenvainado», una porción que ya no existe, pero que se informó en escritos de disculpa y críticos de la época.
Algunos apologistas también creen que existen diferencias entre la viñeta y otras viñetas comparables que hacen que la interpretación estándar sea incorrecta. Los apologistas también han desafiado los medios de los egiptólogos para interpretar con éxito los facsímiles, argumentando que el papiro probablemente había sido escrito, no para futuros egiptólogos o incluso egipcios contemporáneos, sino más bien para judíos egipcios. Estos apologistas sostienen que los papiros pueden haber sido creados por un redactor judío, adaptando las fuentes religiosas egipcias, pero dándoles un nuevo contexto religioso semítico. Los apologistas dan ejemplos de tales adaptaciones judías para ayudar a explicar cómo los facsímiles pueden apoyar la posible traducción del libro de Smith. Los apologistas mormones también alegan que la afirmación de que las reconstrucciones de Smith fueron defectuosas, una afirmación presentada por varios egiptólogos, es mera especulación que presupone falazmente que la interpretación del egiptólogo es correcta. Por lo tanto, estos apologistas afirman que la reconstrucción de Smith fue correcta, se hizo para hacer las imágenes más estéticamente agradables o fue intrascendente para la interpretación original del Libro de Abraham.
Hugh Nibley de la Universidad Brigham Young señala que los personajes aparentemente mal identificados en el facsímil número 3 pueden haber estado participando en un ritual en el que hombres y mujeres pueden ser representados por el sexo opuesto. Nibley también argumenta que la interpretación de Smith del facsímil evita hacer «conclusiones románticas y bastante injustificadas» (por ejemplo, identificar a la persona sentada como Faraón, identificar a las dos figuras femeninas como la esposa y la hija de Faraón, o como la esposa de Abraham, Sarah); en cambio, Nibley sostiene que la interpretación de Smith del facsímil es consistente con las interpretaciones modernas de «las escenas de la corte en otros registros biográficos o autobiográficos» (por ejemplo, que la figura en el centro de una estela es usualmente el dueño o «usualmente algún sirviente personal o asistente de oficial de palacio en Faraón», y que Smith efectivamente identificó a una de las figuras centrales como un sirviente-camarero llamado Shulem).
Los apologistas también citan paralelismos entre las escenas representadas en los facsímiles y varios documentos antiguos y otros escritos judíos, manteniendo que no hay evidencia de que Smith estudió o incluso tuvo acceso a estas fuentes. Los ejemplos incluyen: el intento de sacrificio de Abraham y su posterior rescate (una historia similar se conservó en un encomio copto solo traducido al inglés en el siglo XX), Abraham enseñando astronomía a los egipcios (esto se relata en lo mencionado anteriormente Eplbio copto, y es mencionado por Eusebio, citando Pseudo-Eupolemus, en su obra Praeparatio evangelica), y Dios enseñando astronomía a Abraham.

### La crítica basada en las Escrituras
Una crítica religiosa presentada por Charles M. Larson es que porque Dios reprendió y castigó a los israelitas cada vez que cayeron en el paganismo o se mezclaron con los seguidores de otras deidades, y porque el Nuevo Testamento afirma que «Dios no usa vasijas paganas o impías para soportar su verdad», la afirmación de que el Libro de Abraham se encontró en documentos religiosos egipcios (es decir, paganos) entra en conflicto directamente con lo que está escrito en la Biblia.

## Defensa del libro
Se han presentado varias teorías en defensa de la posición oficial de la iglesia SUD de que el trabajo es una revelación de Dios a través de Joseph Smith, que cuenta una historia real de los acontecimientos reales de la vida de Abraham. El más común de estos argumentos es que Smith interpretó los documentos por revelación, en lugar de una «traducción» estándar de texto de un idioma a otro, en un proceso similar a su traducción de la Biblia. En el 2014, la iglesia SUD publicó un ensayo en su sitio web que reconocía que las notas de Joseph Smith sobre el significado de los caracteres egipcios son incompatibles con «los reconocidos por los egiptólogos de hoy» y que «los egiptólogos mormones y no mormones están de acuerdo en que los caracteres en los fragmentos no coinciden con la traducción dada en el Libro de Abraham». Sin embargo, el ensayo señala que no era raro que las viñetas egipcias antiguas se colocaran a cierta distancia de sus comentarios asociados, por lo tanto, el texto adyacente al facsímil número 1 que lo rodea no puede ser una fuente para el texto del Libro de Abraham. El ensayo concluyó que «la verdad del Libro de Abraham se encuentra finalmente a través del estudio cuidadoso de sus enseñanzas, la oración sincera y la confirmación del Espíritu» y «no puede resolverse mediante un debate académico sobre la traducción e historicidad del libro».
Otros argumentos apologéticos no niegan el significado de los papiros según lo determinado por los egiptólogos, pero además proponen que el texto jeroglífico tiene algún significado oculto. Algunos apologistas argumentan que hay otros mensajes y significados incrustados en el texto junto con las traducciones del egiptólogo que no conocemos. Durante muchos años, Hugh Nibley, por ejemplo, prefirió el argumento de que el texto Sensen tiene dos significados: uno que puede determinarse mediante traducción estándar (una «traducción literal») y otro (un «significado secreto») eso solo se puede adivinar, posiblemente con la ayuda de una herramienta como Urim y Tumim o una de las piedras videntes que Joseph Smith supuestamente utilizó para traducir el Libro de Mormón. Del mismo modo, Richley Crapo y John Tvedtnes propusieron que el texto Sensen podría haber sido simplemente un dispositivo mnemotécnico, utilizado «para recordar "un número determinado de frases memorizadas relacionadas con el relato de su vida de Abraham"». Crapo y Tvedtnes argumentaron que, si comparamos el significado literal de los caracteres jeroglíficos encontrados en el texto Sensen con el Libro de Abraham, se pueden encontrar ciertos paralelos; por ejemplo, el primer jeroglífico encontró que el texto en Sensen significa «esto», y Crapo y Tvedtnes señalaron que la apertura de Abraham 1:11 dice: «Ahora este sacerdote había ofrecido...». Este argumento fue popular dentro de los círculos SUD, pero Klaus Baer lo criticó porque los supuestos paralelos ofrecidos estaban «relacionados sin ningún principio visible» y, en cambio, parecían haberse hecho ad hoc.
Otros argumentos más se refieren al origen y la naturaleza de los papiros de Joseph Smith. En respuesta a las críticas de que los documentos son demasiado jóvenes para haber sido escritos por Abraham, H. Donl Peterson argumentó que los papiros pueden ser copias de un original que fue escrito o encargado personalmente por Abraham, por lo que las copias podrían ser consideradas «por [La propia mano de [Abraham]» en el sentido de que se derivaron de un original. Un argumento similar propuesto por Michael Rhodes es que los facsímiles que se encuentran en el Libro de Abraham representan una versión corrupta de un documento originalmente escrito por Abraham, y Smith dio la interpretación del documento original. Finalmente, Kevin Barney ha propuesto la idea de que los facsímiles no fueron creados por Abraham, sino por un redactor judío muchos siglos después.
Con respecto a la conexión entre el texto de Sensen y los documentos egipcios de Kirtland, algunos argumentan que existe una relación solo porque este último es producto de los escribas de Smith (a diferencia del propio Smith), quienes, por curiosidad personal, intentaban «descifrar mediante una suerte de ingeniería inversa» el significado de los jeroglíficos egipcios. En otras palabras, esta hipótesis postula que los escribas escribieron los caracteres del texto de Sensen y luego, por especulación, intentaron relacionar los caracteres con lo que le había sido revelado a Smith. Sin embargo, las propias entradas del diario de Smith (como se recogen en la Historia de la Iglesia) registran que en julio de 1835 estaba «continuamente involucrado en traducir un alfabeto al Libro de Abraham», lo que sugiere que Smith participó activamente en la creación de los Documentos Egipcios de Kirtland, debilitando así esta hipótesis de disculpa.
También se ha argumentado que la metodología utilizada por los egiptólogos modernos para traducir registros antiguos no es confiable e inestable, y por lo tanto produce traducciones defectuosas y sin sentido. Por lo tanto, no se puede confiar en las traducciones modernas de los papiros de Joseph Smith producidas por egiptólogos. Esta línea de pensamiento fue utilizada por Nibley en su libro de 1975, The Message of the Joseph Smith Papyri («El mensaje de los papiros de Joseph Smith»). Él escribió: «A la pregunta más frecuente, "¿Se han traducido los papiros de Joseph Smith?" La respuesta es un rotundo no! Entonces, ¿qué es lo anterior? Una transcripción mecánica, no más... Lo que tenemos es una transmisión en lugar de una traducción del texto... Aunque es tan correcto y literal como podemos hacerlo, la traducción del capítulo anterior no es una traducción. Es una tontería».
Finalmente, se ha propuesto que los fragmentos de papiro restantes son solo una parte de los papiros originales completos. Las cuentas contemporáneas se refieren a «un rollo largo» o múltiples «rollos de papiro». En 1968, Keith C. Terry y Walter Whipple estimaron que los fragmentos constituían aproximadamente un tercio de la colección original de papiros de Smith. Más tarde, en 2000, el egiptólogo mormón John Gee proporcionó una comparación gráfica de la extensión relativa de los fragmentos conocidos con otros ejemplos completos de pergaminos similares, que indicaron el total en aproximadamente un veinte por ciento. Otros, sin embargo, han cuestionado esta noción, afirmando que la mayoría de los papiros han sido recuperados. Andrew Cook y Christopher Smith, por ejemplo, argumentan que, basándose en un análisis físico de fragmentos del pergamino de Hôr, solo podrían faltar cincuenta y seis centímetros de ese pergamino. Esto contrasta con la estimación anterior de un erudito SUD para la longitud de la porción faltante. Aún otros han sugerido que los fragmentos pueden haber sido solo un punto de partida para la reconstrucción.